# Andrzej Pasek
Andrzej Pasek (ur. 13 marca 1974 w Trzebiatowie) – polski jeździec, olimpijczyk z Aten 2004.
Specjalizował się w WKKW.
Mistrz Polski w WKKW w roku 2003 (na koniu Dekalog) oraz wicemistrz z roku 2001 (na koniu Bujwid)
Na igrzyskach olimpijskich 2004 w indywidualnym konkursie WKKW zajął 52. miejsce, a w drużynowym (wraz z Pawłem Spisakiem i Kamilem Rajnertem) - 14. miejsce.